# 下村明香
下村 明香（しもむら さやか、1999年11月5日 - ）は、日本のグラビアアイドル。奈良県出身（出生地は福岡県）。フリーランスとして活動中。

## 略歴
2019年にファッションモデルとして芸能界デビュー。
2022年10月、ファーストDVD『First Love』でグラビアデビュー。
2024年9月、SNSの投稿が1000万インプレッション超えとなり、ネット記事になった。

## 人物
- 福岡県生まれ、奈良県育ちの関西人[2][3]。
- 趣味はドラマ一気見、映画鑑賞、メイク、柔軟、ダイエット、筋トレ[1]。
- 特技は人とコミュニケーションをとること[1]。
- 福岡ソフトバンクホークスのファン[5]。
- 理想のタイプは、「内面より、外見派です。イケメンが好き」[6]。
- 目標とするグラビアアイドルには森咲智美、葉月あやを挙げている[7]。
- 15キロ痩せたことがある[8]。本人曰く、「ダイエットが1番の整形です（断言）」[9][10]、「ダイエットは正直気持ちの問題だと考え、目標にする人を見ながら、絶対に痩せる！可愛くなる！変わる！って心を鬼にする（これが1番大事）」[11]。
- ダイエット方法として、「グルテンを控える（パン、ラーメン、パスタなど）」「野菜を多く食べる」「デザートよりアイス」「夜ご飯の量を朝と昼より減らす」「飲み物は基本的に水とお茶と炭酸水」「お腹空いたら寝る」「ジムに通う」「なるべく階段を使う、歩く」「お風呂に浸かる」「月に2回好きなものを食べる日をつくる」と述べている[11]。

## 作品

### イメージビデオ
- First Love（2022年10月21日、竹書房）[12][13][14]
- さやかの時間（2023年1月25日、スパイスビジュアル）[15][16]
- ずっと好きだった子（2023年5月26日、竹書房）[17][18][19]
- Body Communication（2023年8月30日、スパイスビジュアル）[20][21]
- SWEET DEVIL（2023年11月28日、エアーコントロール）[22][23]